# Золотой всадник (Калушин)
Золотой всадник или Золотой улан (пол. Złoty Ułan) — конная статуя в г. Калушине в 50-ти км от Варшавы (Мазовецкое воеводство (Польша) на международной трассе Варшава-Москва.
Установлен в честь битвы при Калушине, состоявшейся 11 и 12 сентября 1939 года между польской кавалерией и силами вермахта во время польской кампании в начале Второй мировой войны. 11 сентября 1939 года здесь произошло одно из самых кровопролитных сражений сентябрьской кампании 1939 г., которое закончилось победой поляков.
Первый в Польше памятник, покрытый золотом. Открыт 13 сентября 2014 года. Автор памятника — скульптор Роберт Собочинский. Инициатором создания памятника и главным инвестором «Золотого Улана» является Ян Жилинский (Jan Żyliński). Проживающий в Лондоне бизнесмен — не просто однофамилец героя польской истории, это сын командира 4-го эскадрона 11-го кавалерийского полка — ротмистра Андрея Жилинского.

## Описание
Бронзовый памятник представляет улана на коне, с поднятой вверх саблей, призывающего товарищей к бою. Постамент, на котором установлена позолоченная бронзовая статуя, обложен плитами из красного гранита, доставленного из Индии. Общая высота памятника — 8 метров, вес — более 30 тонн. Стоимость оценивается примерно в 1 млн злотых.
По замыслу создателей памятника, он должен развенчать миф о том, что польские кавалеристы с саблями наголо бросались на немецкие танки и гибли под их гусеницами.